# Les Nouveaux Malheurs de Sophie
Ne doit pas être confondu avec Les Malheurs de Sophie.
Les Nouveaux Malheurs de Sophie est un roman de Valérie Dayre. Le titre de ce livre est une allusion aux Malheurs de Sophie, de la comtesse de Ségur. Ce roman est publié par L'École des loisirs.

## Résumé
À la sortie du collège, un adolescent demande à sa mère Sophie de lui raconter  un événement de sa vie qui l’aurait fait grandir. Cette question remue des souvenirs dans l’esprit de cette femme qui va tout lui raconter d'une expérience qu'elle a vécue il y a plus de vingt ans et dont elle s'était promis de parler à ses enfants futurs.  Le roman, écrit à la première personne quand il s'agit de Sophie adulte, passe à la troisième personne quand ce sont les mésaventures de Sophie enfant qui sont décrites.
Sophie est une fillette d'âge indéterminé, deuxième enfant d'une famille en comprenant six.  Elle a pour mère Rosemonde, surnommée la princesse des steppes, une mère douce et attentive. Elle et sa mère  sont invitées chez tante Cora, la sœur de Rosemonde que celle-ci  n'a pas vue depuis des années. Elle y rencontre les deux enfants de Cora, Grégoire et Violaine, et un autre enfant, Félix. Sophie est tout de suite subjuguée par cette maison belle et vaste située à la montagne, avec ses objets précieux, ses bibelots... Ses deux cousins lui font l'honneur de l'accepter dans leurs jeux, en particulier le « jeu des personnages ». Sophie n'a qu'une seule envie : être des leurs.
Elle va entrer dans leur jeu, un jeu cruel dont la victime est Félix, venu passer les vacances chez eux. Il subit leurs humiliations et leur violence mais aussi le mépris de la tante Cora qui, en fermant les yeux sur les actes de ses chers enfants, se fait la complice de leur méchanceté. Sophie voit tout cela, mais elle aussi ferme les yeux : elle adore ce jeu de rôles par lequel elle est devenue la Chevalière des Étoiles de la Destinée.
Lorsqu'elle revient chez eux, seule, quelques mois plus tard en juillet, pour recommencer ce jeu formidable, la situation a bien changé : cette fois, c’est elle qui devient leur souffre-douleur...

## Présentation
Si le titre du livre fait référence à l'œuvre de la comtesse de Ségur, ce n'est pas en hommage à celle-ci. Valérie Dayre précise même qu'elle  désapprouve les méthodes éducatives prônées dans ses romans. Selon  Sylviane Ahr, le titre est un exemple d'hypertextualité car le contenu du roman se place en opposition avec celui des Malheurs de Sophie : la Sophie de la comtesse de Ségur torture par naïveté alors que la Sophie de Valérie Dayre  subit les mauvais traitements. Si ce roman est le dixième de l'auteur, l'idée était en elle avant son premier roman et est proche d'une expérience qu'elle a elle-même vécue. Ce roman est une réflexion sur la naissance de la cruauté, la responsabilité des auteurs mais aussi la responsabilité des éducateurs et des témoins qui refusent de voir. Il peut donner lieu à un débat sur la maltraitance et le bouc émissaire dans le cadre de l'éducation à la citoyenneté au collège,. C'est aussi une réflexion sur les malheurs qui construisent les individus et les font grandir.
Les noms des héros du roman, Félix et Sophie, sont repris dans un autre roman de Valérie Dayre,